# Arwin Kardolus
Arwin Kardolus (Den Haag, 10 augustus 1964) is een Nederlandse degenschermer. 
Hij is vijftienvoudig Nederlands kampioen. Daarvan 13 maal op degen (1983, 1984, 1987, 1991, 1993, 1996, 1998, 1999, 2000, 2001, 2002, 2007 en 2009) en tweemaal op floret (1986 en 1987). De enige Nederlandse schermer met meer titels is Arie de Jong. Hij nam eenmaal deel aan de Olympische Spelen en won bij die gelegenheid geen medaille.
Op 28 mei 2005 benoemde de Koninklijke Nederlandse Algemene Schermbond (KNAS) Arwin tot 'Lid van Verdienste'. Arwin is een zoon van Kasper Kardolus en broer van Oscar, Yvette en Olaf.